# Le Canard sauvage (film, 1926)
Pour les articles homonymes, voir Le Canard sauvage (homonymie).
Le Canard sauvage (Das Haus der Lüge, littéralement « La maison des mensonges » ; titres postérieurs : Das Schicksal eines jungen Mädchens puis Arme, kleine Hedwig) est un film allemand muet réalisé par Lupu Pick, sorti en 1926, adaptation de la pièce éponyme d'Henrik Ibsen, écrite en 1884 et créée en 1885.

## Synopsis
Hjalmar Ekdal un photographe, mène, avec son épouse Gina et sa fille Hedwig, une vie qui repose sur le mensonge. Gina fut autrefois la maîtresse du riche Jan Werle. Quand Gina s'est retrouvée enceinte, Werle l'a mariée à Hjalmar Ekdal pour qu'il reconnaisse l'enfant. Hedwig est donc sa fille, et Werle assure depuis les dépenses de la famille. Hedwig a comme compagnon de jeu, dans le grenier, un canard sauvage qu'on lui a offert et qu'elle affectionne.
Le fils unique de Werle, Greger, ne supporte pas ces mensonges et révèle à Ekdal la redoutable vérité. Ekdal quitte alors la maison et sa famille, mais, incapable de renoncer au confort de sa vie médiocre, il revient. Son ressentiment est désormais dirigé contre sa fille qu'il fustige. Désespérée, Hedwig tue le canard sauvage, puis se suicide. Sur la tombe de leur fille, les parents se retrouvent. Mais pour Greger, le fanatique de la vérité, il n'y a plus d'avenir possible.

## Fiche technique
- Titre : Le Canard sauvage
- Titre original : Das Haus der Lüge
- Titres postérieurs :  Das Schicksal eines jungen Mädchens puis Arme, kleine Hedwig[2]
- Réalisation : Lupu Pick
- Scénario : Lupu Pick, Fanny Carlsen
- Image : Carl Drews (en)
- Décors : Albin Grau
- Production : Rex-Film[3]
- Distribution : Universum Film AG[4] (UFA)
- Pays d'origine : Allemagne  République de Weimar
- Format : Noir et blanc - 1,33:1 - Muet
- Genre : Drame
- Durée : 110 minutes (3 037 mètres)
- Date de sortie :
  - Allemagne  République de Weimar (Berlin, Mozartsaal) : 22 janvier 1926[2]

## Distribution
- Werner Krauss
- Mary Johnson
- Lucie Höflich
- Fritz Rasp
- Paul Henckels
- Walter Janssen
- Albert Steinrück
- Agnes Straub
- Eduard von Winterstein